# O Beijo No Asfalto
O Beijo No Asfalto è un film del 1981 diretto da Bruno Barreto. 
La sceneggiatura, basata sull'omonimo lavoro teatrale di Nelson Rodrigues, è firmata da Doc Comparato.

## Trama
Un uomo, moribondo per essere stato investito da un autobus, chiede ad Arandir, impiegato di mezza età che si trova sul luogo dell'incidente, un bacio come suo ultimo desiderio di amore per la vita. Arandir acconsente ma il suo gesto viene equivocato dalla gente quando appare la fotografia della scena scattata da Amado Pinheiro, foto che è stata venduta a un giornale scandalistico. Cunha, il capo della polizia, accusa Arandir di omosessualità, manipolando insieme ad Amado verità e testimoni: tutti pensano dunque che Arandir avesse una relazione con l'altro uomo, e che quest'ultimo sia stato ucciso dall'impiegato per gelosia. La vita di Arandir - tenuto in cella alla stazione di polizia - viene sconvolta, con la moglie Selminha umiliata dalla gente del villaggio dove abita con la famiglia, fino ad arrivare a un tragico epilogo.

## Produzione
Il film fu prodotto dall'Embrafilme, Filmes do Equador e Luiz Carlos Barreto Produções Cinematográficas.

## Distribuzione
In Brasile fu distribuito da L'Embrafilme. Venne presentato a Los Angeles nell'ottobre 1990. La Globo Vídeo lo distribuì sul mercato riversato in VHS.